# تيد مكوي
تيد مكوي (بالإنجليزية: Ted McCoy)‏ هو مهندس معماري نيوزيلندي، ولد في 1925، وتوفي في 17 يناير 2018 في دنيدن في نيوزيلندا.